# FK Bokelj Kotor
Der FK Bokelj Kotor ist ein Fußballverein aus der montenegrinischen Küstenstadt Kotor. Seine Fans werden Beštije genannt.

## Geschichte
FK Bokelj wurde 1922 in der montenegrinischen Küstenstadt Kotor gegründet. Zu Zeiten Jugoslawiens und später Serbien und Montenegros spielte der Verein wie fast alle aus dem heutigen Montenegro stets in der Zweiten, der damaligen montenegrinischen Landesliga, oder gar dritten Liga. Während die Stadt noch zu Jugoslawien und zu Serbien und Montenegro gehörte, spielte der Verein meistens nur in der zweiten oder dritten Liga. Die erfolgreichere Zeit des Vereins begann erst 2006, als Montenegro seine Souveränität erlangte. Hier qualifizierte man sich für die zweithöchste Spielklasse des noch jungen Landes, der Druga Crnogorska Liga. Schon in der ersten Saison in dieser gelang als Zweiter der Aufstieg in die Prva Crnogorska Liga, in der man sich allerdings nur eine Spielzeit halten konnte, da man die Prva Crnogorska Liga 2007/08 als Zehnter beendete und damit in die Relegation gegen den FK Jedinstvo Bijelo Polje musste (Hinspiel in Kotor 0:0, Bokelj trat im Rückspiel nicht an und stieg dadurch ab). Danach spielte der FK Bokelj drei Saisons in der Druga Crnogorska Liga, bis 2010/11 als Meister der erneute Aufstieg erreicht wurde. Die Saison 2011/12 der Prva Crnogorska Liga beendete der Verein allerdings wieder als Letzter, sodass man in der Saison 2012/13 in der Druga Crnogorska Liga antreten muss.

## Erfolge
- Meister der Druga Crnogorska Liga 2010/11